# Herb Słowacji
Herb Słowacji – w polu czerwonym, srebrny krzyż lotaryński na błękitnym trójwzgórzu.

## Prawo
Wygląd herbu Republiki Słowackiej określa Konstytucja Republiki Słowackiej i ustawa konstytucyjna o symbolach państwowych Republiki Słowackiej i ich użyciu.

Godło państwowe Republiki Słowackiej tworzy na czerwonej wczesnogotyckiej tarczy podwójny
srebrny krzyż umieszczony na środkowym najwyższym wzgórzu wśród trzech błękitnych wzgórz.

§1 Herb Republiki Słowackiej składa się ze srebrnego krzyża na czerwonej tarczy, wzniesionego środkowym wzniesieniu niebieskiego trójwzgórza.
§ 2 Godło kraju musi być pokazywane w kolorze.

§ 3 Srebrny kolor podwójnego krzyża w godle państwa można zastąpić białym kolorem.
§ 4 Przedstawienie graficzne, lub wyrzeźbienie w kamieniu, ceramice jest uważane za godło narodowe, jeżeli jego wygląd będzie wiernie odzwierciedlał widok godła narodowego.

## Historia i interpretacja

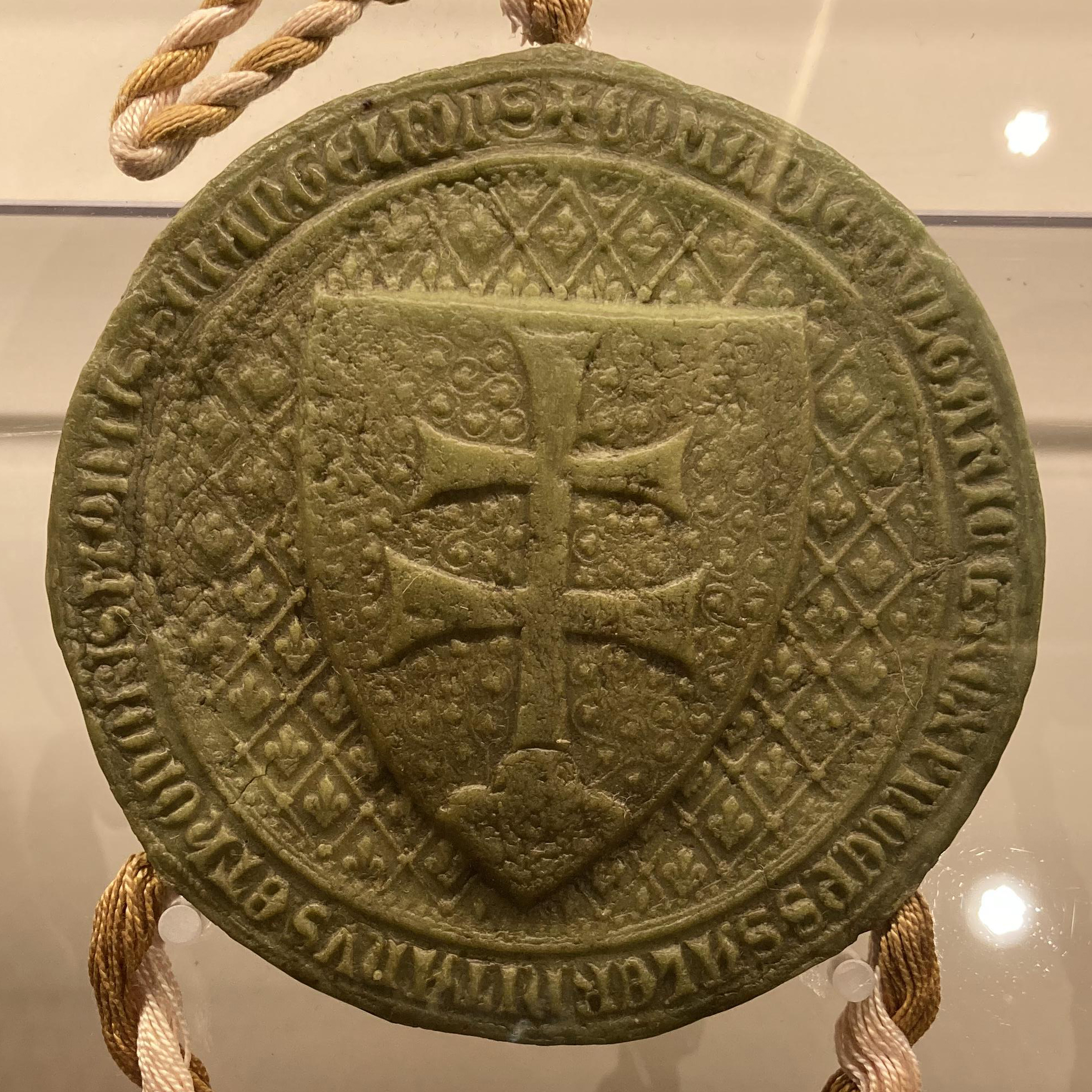
Rewers drugiej podwójnej pieczęci (1366-1382) króla Ludwika I Węgierskiego (1342-1382). Nowoczesny projekt herbu Słowacji autorstwa Ladislava Čisárika został oparty na tej średniowiecznej pieczęci węgierskiej.

Za pośrednictwem Cyryla i Metodego podwójny krzyż bizantyjski trafił na ziemie Słowaków. Znalazł tu swe miejsce związane z kultem chrześcijańskim oraz pojawił się na tarczach herbowych. Jakkolwiek obecnie stosowana nazwa tego symbolu – krzyż lotaryński sugeruje pochodzenie krzyża z Lotaryngii, to jednak w krainie tej symbol pojawił się później – dotarł tam przez związek wielkomorawskiego księcia Świętopełka I z władcą Lotaryngii – Zwentiboldem, którego Świętopełk był ojcem chrzestnym.
Krzyż lotaryński był także umieszczany w herbach władców węgierskich i do dziś znajduje się w herbie tego państwa.

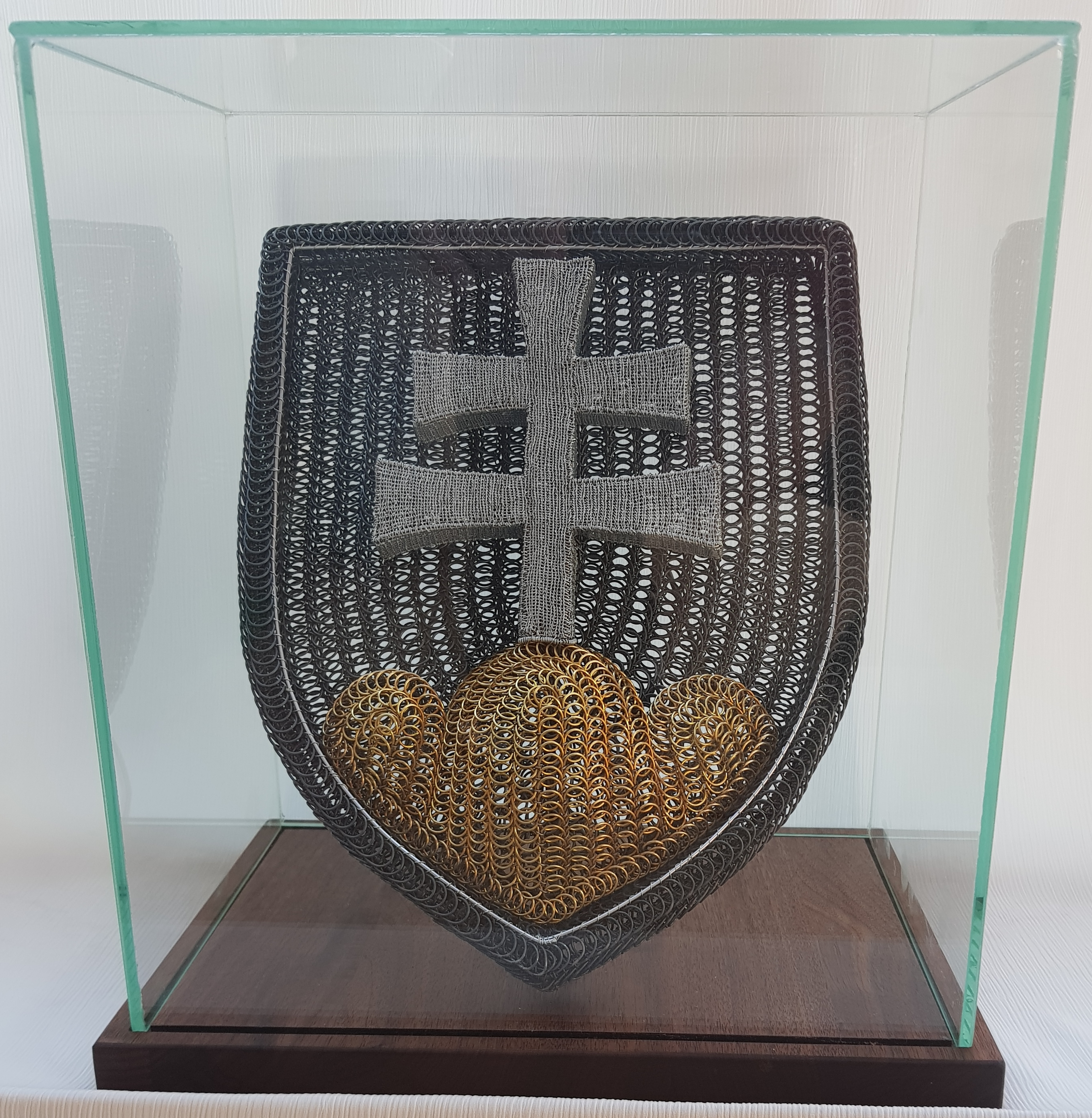
Herb Republiki Słowackiej wykonany z drutów

Krzyż umieszczony jest na trójwzgórzu, które niegdyś symbolizowało trzy pasma górskie: Tatry, Fatrę i Matrę. Ponieważ te ostatnie góry leżą na obszarze dzisiejszych Węgier, obecnie oficjalna symbolika trójwzgórza jest nieco odmienna: ma ono symbolizować Tatry, Fatrę Wielką i Fatrę Małą. Mimo to słowackie określenie opisowe herbu Słowacji – Tatra, Fatra a Matra pozostało bez zmian.
Także w herbie Węgier krzyż znajduje się na trójwzgórzu, którego symbolika jest taka sama: oznacza on Tatry, Fatrę i Matrę, traktowane jako pasma górskie historycznych Węgier.
Kolorystyka herbu Słowacji odpowiada barwom flagi tego kraju.
Herb Słowacji jest umieszczany na fladze Słowacji. Jest to spowodowane tym, iż pod względem barw flaga ta jest taka sama jak flagi kilku innych państw, zwłaszcza słowiańskich (m.in. Rosji oraz Słowenii), a umieszczenie herbu ma być elementem odróżniającym.

## Herb Słowacji jako element herbu Czechosłowacji i pierwszej Republiki Słowackiej
Zarówno w okresie przedwojennym, jak i po II wojnie światowej herb Słowacji był elementem herbu Czechosłowacji. Tarcza ze słowackim symbolem (zarówno w postaci krzyża lotaryńskiego, jak i ognia na tle Krywania) umieszczone było na piersi lwa, będącego herbem Czech.
W okresie pierwszej Republiki Słowackiej herb był praktycznie identyczny, ale nie został umieszczony na fladze kraju.
W latach 1990–1992 herb Słowacji zajmował dwa z czterech pól herbu Czechosłowacji; w pozostałych dwóch polach umieszczony był herb Czech.

### Godło Słowacji 1960–1990
W okresie socjalistycznym, gdy we wszystkich krajach, które wprowadziły ten ustrój, istniała tendencja do usuwania symboli religijnych, także i godło Słowacji zostało zmienione. Słowacki symbol od roku 1960 graficznie i kolorystycznie nieco przypominał godło z okresu poprzedniego, jednak jego symbolika była całkiem odmienna. Godło z lat 1960–1990 przedstawiało palący się duży ogień (po słowacku vatra) na tle narodowej góry Krywań. Ogień ten symbolizował antyhitlerowskie słowackie powstanie narodowe z 1944 roku.
Po rezygnacji z socjalizmu jako systemu politycznego powrócono do historycznego symbolu Słowacji.

## Historia herbu

Herb Beli III (1148–1196)–króla Węgier w latach 1172–1196
Herb Węgier
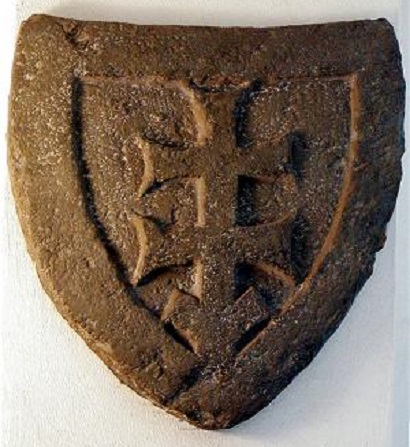
Kamienny herb z zamku w Bratysławie
Herb pierwszej Republiki Słowackiej
Słowacki symbol w herbie Czechosłowacji do 1960 r.
Słowacki symbol w herbie Czechosłowacji w latach 1960–1990
Herb Słowackiej Republiki Socjalistycznej
Słowacki symbol w herbie Czecho-Słowacji w latach 1990–1992